# Seznam nej Plzeňského kraje
Seznam výjimečných míst a památek Plzeňského kraje.

## Nej
- Rotunda svatého Petra a Pavla, Starý Plzenec – podle krajského úřadu nejstarší celistvě dochovaná architektonická památka na českém území[1]
- Katedrála svatého Bartoloměje, Plzeň – podle krajského úřadu nejvyšší kostelní věž v Čechách (102 m),[1] některé zdroje však uvádějí, že pražská katedrála svatého Víta, Václava a Vojtěcha dosahuje výšky 107 metrů,[2] stavebně 102,8 metru,[3] ač někdy se výška její věže uvádí jen 97 metrů.[zdroj?]
- Náměstí Republiky, Plzeň – podle krajského úřadu jedno z největších středověkých náměstí v českých zemích[1]
- Velká synagoga, Plzeň – podle krajského úřadu největší synagoga v ČR, druhá největší v Evropě a třetí na světě po jeruzalémské a budapešťské.[1] Velikostí ji však již předstihly i nové synagogy v New Yorku, Umani atd.
- Horská synagoga Hartmanice, poblíž Sušice – údajně nejvýše položená synagoga v ČR[4][5][6]
- Západočeské muzeum v Plzni – podle krajského úřadu největší soubor gotických pušek hákovnic z celé Evropy[1]
- Pivnice Na Spilce, Plzeň, v areálu pivovaru Plzeňský Prazdroj – podle krajského úřadu kapacitou 580 míst největší pivnice v Čechách[1][7]
- Vodní hamr, Dobřív – podle krajského úřadu největší a nejvýznamnější památka svého druhu v ČR[1][8]
- Jízdárna Světce, Světce u Tachova – podle krajského úřadu druhá největší pseudorománská jízdárna v Evropě[1]
- Kostel Nanebevzetí Panny Marie, Klášter Kladruby – největší barokně gotická stavba,[9] největší barokně gotická katedrála na světě,[10] třetí největší katedrála v Česku[10]
- Zoologická a botanická zahrada města Plzně – chová nejvíce druhů zvířat v ČR (asi 1100) i nejvíce jedinců (asi 7000)[11]
- Šumava a Český les (spolu se sousedním Bavorským lesem) – podle krajského úřadu nejrozsáhlejší lesní pásmo ve střední Evropě[1]
- Hrad Rabí – podle krajského úřadu nejrozsáhlejší hradní zřícenina v Čechách[1]
- Hrad Kašperk – podle krajského úřadu nejvýše položený královský hrad v Čechách, 886 m n. m.[1]
- Filipova Huť – podle krajského úřadu nejvýše položené sídlo v České republice, 1093 m n. m.[1]
- Černé jezero – podle krajského úřadu největší jezero v České republice, 18,4 ha[1]
- Odlezelské jezero – nejmladší jezero v České republice, vzniklo 25. května 1872[1][12]
- Měnírna hydro Plzeňských městských dopravních podniků – největší měnírna ve střední Evropě[13]
- Jediný kostel v České republice se vžitým názvem U Ježíška je v Plzni.[14]
- Klatovská lékárna U Bílého jednorožce je nejstarší a nejzachovalejší lékárna na světě. [15]

## Prvenství
- Kronika trojánská – podle krajského úřadu první kniha psaná v Čechách v českém jazyce, vytištěna v Plzni roku 1468[1], podle jiných zdrojů jeden z nejstarších dochovaných prvotisků v češtině, který dříve byl tradičně považován za nejstarší prvotisk v češtině,[16] avšak rok 1468 uváděný v předloze sazby byl zpochybněn a původ je odhadován až o 10 let mladší.
- Letiště Bory – podle krajského úřadu nejstarší letiště na území České republiky (1911),[1] 27. dubna 1919 odtud údajně vzlétlo první letadlo československé výroby[1]
- Tyršův most v Plzni – první zcela svařovaný obloukový most v Česku[17]
- SOLO Sušice, Sušice – podle krajského úřadu Sušická sirkárna byla od roku 1839 nejstarší v Čechách,[1] bývalý tradiční jediný výrobce zápalek v Česku

## Unikáty
- Pivovarské muzeum v Plzni – podle krajského úřadu jediné muzeum na světě dochované v původním středověkém právovárečném domě[1]
- Zoologická a botanická zahrada města Plzně – do roku 2007 byla jako jediná v ČR zároveň zoologickou i botanickou zahradou.[1] V roce 2007 byla dokončena 1. etapa botanizace Zoologické zahrady Ostrava, která je v současnosti členem Unie botanických zahrad České republiky.[18]
- Vojenské historické muzeum, Rokycany – podle krajského úřadu jediné muzeum na demarkační linii[1]
- Kostel svatého Vintíře, Dobrá Voda – podle krajského úřadu jediný kostel na světě s unikátním skleněným oltářem a jeden z celkem dvou kostelů tohoto zasvěcení na světě[1]
- Obloukový most na hradě Velhartice – podle krajského úřadu jediný most svého typu na světě